# Anthony Cox (Leichtathlet)
Anthony Cox (* 26. August 2000) ist ein jamaikanischer Sprinter, der sich auf den 400-Meter-Lauf spezialisiert hat.

## Sportliche Laufbahn
Erste internationale Erfahrungen sammelte Anthony Cox bei den CARIFTA Games 2016 in St. George’s, bei denen er in 1:52,23 min die Silbermedaille im 800-Meter-Lauf in der U18-Altersklasse gewann und mit der jamaikanischen 4-mal-400-Meter-Staffel in 3:12,54 min die Goldmedaille gewann. Im Jahr darauf belegte er bei den U18-Weltmeisterschaften in Nairobi in 46,77 s den vierten Platz im 400-Meter-Lauf und gewann in der Mixed-Staffel in 3:22,23 min die Silbermedaille. 2019 gewann er bei den CARIFTA Games in George Town in 46,36 s die Silbermedaille über 400 Meter in der U20-Altersklasse und siegte mit der Staffel in 3:07,82 min. Anschließend wurde er bei den U20-Panamerikameisterschaften in San José in 46,12 s Vierter im Einzelbewerb und sicherte sich mit der Staffel in 3:00,99 min die Silbermedaille. 2022 siegte er in 45,48 s bei den U23-Karibikspielen in Guadeloupe und verhalf anschließend der jamaikanischen 4-mal-400-Meter-Staffel bei den Weltmeisterschaften in Eugene zum Finaleinzug und trug damit zum Gewinn der Silbermedaille bei. Daraufhin belegte er bei den Commonwealth Games in Birmingham in 46,17 s den sechsten Platz über 400 Meter und wurde mit der Staffel im Finale disqualifiziert.

## Persönliche Bestleistungen
- 400 Meter: 45,43 s, 25. Juni 2022 in Kingston